# Mærsk Mc-Kinney Møller (2013)
El Mærsk Mc-Kinney Møller es el primero de los 20 buques encargados por la empresa Maersk de la clase triple E de portacontenedores. Los buques de esta clase, son desde la entrada en servicio del Møller  en 2013 los buques con mayor capacidad de carga de TEU construidos. Fueron construidos para la Maersk por Daewoo Shipbuilding & Marine Engineering (DSME) en Corea del Sur, y entró en servicio en julio de 2013. Recibe su nombre en memoria de Mærsk Mc-Kinney Møller, el director ejecutivo de Maersk desde 1965 hasta 1993. El buque es el primero de los 20 idénticos planificados.
Junto con los demás buques de su clase que van entrando en servicio -4 en noviembre de 2013- encabezan la lista de los mayores y más eficientes portacontenedores, con una eslora de 400 m y una capacidad de carga de 18 270 contenedores TEU. Su eficiencia se ve incrementada gracias a sus motores, que le permiten alcanzar los 23 nudos con una importante reducción de consumo y con una emisión de dióxido de carbono del 20% con respecto al anterior buque de carga más eficiente. Durante su operación normal, únicamente precisa de 19 tripulantes.

## Carrera

Comparativa de algunos de los mayores buques construidos. De arriba abajo: Knock Nevis (ex-Seawise Giant), Mærsk Mc-Kinney Møller, Vale Brasil, Allure of the Seas, y.

El contrato para la construcción del Mærsk Mc-Kinney Møller fue firmado el 21 de febrero de 2011. Los trabajos comenzaron con la ceremonia del primer corte de chapa en los astilleros DSME de Corea del Sur el 18 de junio de 2012. El casco fue puesto en grada el 27 de noviembre de 2012 y botado oficialmente el 24 de febrero de 2013.
El Møller zarpó de los astilleros de Daewoo con su capacidad operacional al completo en julio de 2013, para comenzar sus pruebas de mar. Inicialmente, se vio forzado a operar por debajo de su carga máxima, ya que la mayoría de los puertos donde es capaz de operar, carecen de grúas con la suficiente altura para cargar totalmente el buque.
El 5 de noviembre, arribó al muelle Juan Carlos I del puerto de Algeciras (Cádiz), para realizar una parada técnica y poner a prueba las nuevas instalaciones portuarias y para la terminal de Maersk